# 朝天宮駅
朝天宮駅（ちょうてんきゅうえき）は、中華人民共和国江蘇省南京市秦淮区 建鄴路と莫愁路の西側にある、南京地下鉄5号線の駅である。

## 駅名
事業着手当初は南京地下鉄集団は「朝天宮駅」の仮称を用いており、2019年月日に「朝天宮駅」を駅名として第一次公示された 、2020年1月15日に駅名が「朝天宮駅」に決定したことが発表された。

## 隣の駅
南京地下鉄
■5号線
上海路駅- 朝天宮駅 - 三山街駅